# Вулиця Андрія Мельника (Рівне)
Вулиця Андрія Мельника — вулиця у місті Рівне в мікрорайоні Північний. Названа на честь полковника Армії УНР, голови Проводу ОУН-М Андрія Мельника.
Пролягає по мікрорайону Північний від вулиці Романа Шухевича до вулиці Євгена Коновальця.

## Зображення

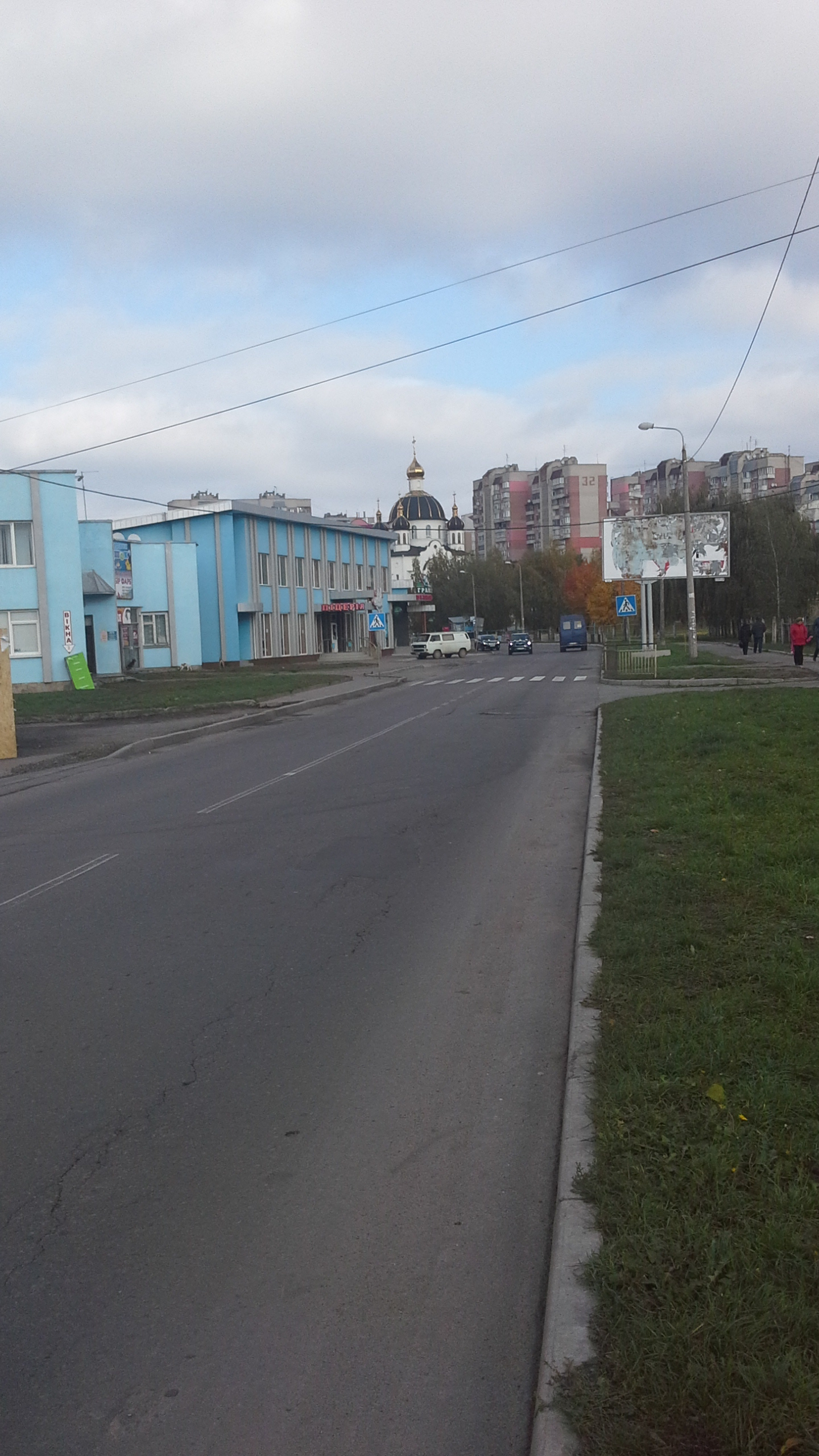
Вулиця Андрія Мельника